# Farnborough F.C.
Farnborough FC là một câu lạc bộ bóng đá có trụ sở tại Farnborough, Hampshire, Anh. Thành lập vào năm 1967, đội bóng hiện thi đấu tại National League South và có sân nhà ở Cherrywood Road.

## Danh hiệu
- Isthmian League
  - Nhà vô địch Premier Division mùa giải 2000–01
  - Nhà vô địch Division One mùa giải 1984–85
  - Nhà vô địch Division Two mùa giải 1978–79
- Southern League
  - Nhà vô địch Premier Division các mùa giải  1990–91, 1993–94, 2009–10
  - Nhà vô địch Division One South & West mùa giải 2007–08
- Athenian League
  - Nhà vô địch Division Two mùa giải 1976–77
- London Spartan League
  - Nhà vô địch mùa giải 1975–76
- Spartan League
  - Nhà vô địch các mùa giải 1972–73, 1973–74, 1974–75
- Hampshire Senior Cup
  - Nhà vô địch các mùa giải 1974–75, 1981–82, 1983–84, 1985–86, 1990–91, 2003–04,[1] 2005–06, 2021–22

## Thống kê
- Thành tích tốt nhất tại hạng đấu: Xếp thứ 5 tại Football Conference mùa giải 1991–92[3]
- Thành tích tốt nhất tại FA Cup: Vòng bốn mùa giải 2002–03[3]
- Thành tích tốt nhất tại FA Trophy: Tứ kết các mùa giải 1991–92, 2002–03[3]
- Thành tích tốt nhất tại FA Vase: Bán kết các mùa giải 1975–76, 1976–77[3]
- Kỷ lục khán giả đến sân: 4,267 người trong trận đấu với Ebbsfleet United, chung kết play-off Conference South, 15 tháng 5 năm 2011[4]